# Álvaro Iglesias Gómez
Álvaro Iglesias Gómez, apodado Nanysex o también Kova (Collado Villalba, Madrid, 15 de noviembre de 1982) es considerado uno de los mayores y más jóvenes pederastas de la historia de España y responsable de la mayor red de pornografía infantil descubierta.
Fue acusado de más de 23 delitos contra cinco menores, dos de ellos bebés. En el juicio, admitió sentir deseo sexual exclusivamente hacia niños de no más de cinco años y declaró haber abusado de más de 100 menores.
El 9 de julio de 2008 fue condenado a 58 años de prisión por once delitos.

## Biografía
No se conocen demasiados datos sobre su infancia, aunque fue descrito como un niño normal que gustaba de jugar con Lego y ordenadores. A los 8 años comenzó a acudir a terapia con un psicólogo, al que confesó que le gustaban los niños. A los 16 años se divorciaron sus padres y Álvaro se marcha a Murcia con su madre.
En 1993, con 11 años, comete su primer acto delictivo, del que no es acusado. En 1996, comete vejaciones con otro menor y éste le denuncia a sus padres. En 1999 graba por primera vez sus abusos.
En 2002 se convierte en socio de un cibercafé del que es despedido cuando su otro socio descubre el contenido pornográfico de los vídeos que tiene Iglesias. Volvió a acudir a un psicólogo, que le recomendó “buscarse novia”. A partir de este momento intensifica su actividad en internet.
A lo largo de su actividad delictiva como «Nanysex», Iglesias Gómez contó con la colaboración de dos implicados más: Eduardo Sánchez Moragues, apodado «Todd», de 23 años en el momento de su detención, a punto de licenciarse en geografía e historia. Planeaba la apertura de una guardería para poder estar más cerca de sus víctimas. El otro implicado era José Gómez Cansinos, apodado «Aza», de 24 años y estudiante de biología. Los tres utilizaban sus respectivos alias para el acceso a los foros en internet en los que colgaban los vídeos de sus abusos.
En 2003 en Lo Pagán, Murcia, se masturbó delante de un niño de dos años en los servicios del local y luego fue a su casa para posteriormente meterse en su cama y masturbarse encima de él. Todo ello era siempre grabado en vídeo para poder colgarlo de la Red. Ese mismo año en Collado Villalba, Madrid, trabajó para una familia con dos niños (de dos y un año respectivamente) y otra de un menor de 3 a los que realizó tocamientos, masturbaciones y felaciones. En 2004, en Murcia mientras compartía vivienda con un matrimonio y su hijo, abusó de éste.

## Proceso judicial y sentencia
La Policía Nacional fue puesta sobre la pista de la posible existencia de esta red de pederastas por la remisión de varias fotografías por parte de la Interpol desde Lyon en las que se veía a los niños y se pudo identificar un billete de tren de Renfe Cercanías de Madrid en la mano de uno de ellos. En otra de las fotos se pudo identificar el anagrama del Hospital Universitario La Paz, en la zona norte de Madrid, y en una tercera se pudo ver el teclado de un ordenador con la tecla Ñ.
Pese a haber confesado el abuso de más de cien niños en el momento de su detención, en el juicio declaró haber abusado de sólo cinco de ellos. A Iglesias se le ofreció la castración química en la prisión de Herrera de la Mancha de Ciudad Real.
En la sentencia promulgada por la Audiencia Provincial de Madrid el 9 de julio de 2008 se falló:
- Responsable de tres delitos de abusos sexuales, con el agravante de abuso de confianza. Condenado a 12 años de prisión por cada uno.
- Dos delitos más de abusos sexuales. Condenado a 3 años y seis meses de prisión por cada uno.
- Cinco delitos de corrupción de menores para la elaboración de material pornográfico con el agravante de abuso de confianza. Condenado a 2 años y seis meses de prisión por cada uno.
- Otro delito de corrupción de menores para la distribución de material pornográfico. Condenado a 2 años y seis meses de prisión por cada uno.
- Prohibición de acercarse a uno de los menores y prohibición de comunicarse o acercarse a cualquier menor o sus padres durante los diez años siguientes al cumplimiento de la pena privativa de libertad.

Las penas sumaron un total de 58 años. En octubre de 2009, el Tribunal Supremo revisó la condena, reduciendo su pena a 44 años.
En mayo de 2025 quedó en libertad tras una rebaja de condena de 13 años y medio.